# FELDA

Logo

FELDA (Federal Land Development Authority, auch Lembaga Kemajuan Tanah Persekutuan) ist eine der weltweit größten Unternehmen des Palmöl-Handels mit Sitz in Kuala Lumpur. 1956 wurde es als Staatsunternehmung gegründet. Der Börsengang fand unter Erwirtschaftung von über 3 Milliarden US-$ im Juni 2012 statt. Dies war der bis dahin größte Börsengang Asiens.
Das Unternehmen besitzt etwa 400.000 Hektar Palmölplantagen. Sie hat hunderte Hektar Tropischen Regenwaldes gerodet. Die Firma wurde bei ihrem Börsengang durch die Deutsche Bank unterstützt. Trotz des Börsengangs ist FELDA noch zu über zwei Drittel in den Händen des malaysischen Staates.
FELDA hat Beteiligungen an malaysischen Banken, darunter Maybank. Im Mai 2012 beschäftigte die Firma 19.000 Mitarbeiter. FELDA wird von Mohd Isa Abdul Samad geleitet.